# Kureczka mikronezyjska
Kureczka mikronezyjska, kureczka wyspowa (Zapornia monasa) – gatunek małego ptaka z rodziny chruścieli (Rallidae). Znany wyłącznie z dwóch okazów pozyskanych na wyspie Kosrae (dawniej Kosiae) należącej do Mikronezji. Ostatni raz odnotowany w 1828, uznany za wymarły.

## Taksonomia
Gatunek po raz pierwszy opisał Heinrich von Kittlitz w 1858. Nowemu gatunkowi nadał nazwę Rallus monasa. Obecnie umieszcza się kureczkę mikronezyjską w rodzaju Zapornia, wcześniej często zaliczano ją do Porzana. Dawniej niektórzy systematycy wydzielali gatunek do monotypowego rodzaju Aphanolimnas.

## Morfologia
Długość ciała wynosiła około 18 cm. Upierzenie było głównie czarne, miejscami z niebieskoszarym połyskiem. Broda biaława, na środku gardła kolor przechodzi w brązowy. Lotki i sterówki bardziej brązowe. Pokrywy podogonowe pokrywają białawe plamki. Wewnętrzne pokrywy skrzydłowe brązowawe, pokryte białymi plamkami. Tęczówka i nogi czerwone. Dziób czarny na końcu, jaśniejszy u nasady.

## Zasięg, ekologia i zachowanie
Kureczki mikronezyjskie zamieszkiwały wilgotne, zacienione miejsca w lasach oraz na bagnach blisko poziomu morza. Były to ptaki nielotne, prowadziły samotniczy tryb życia. Kittlitz opisał ich głos jako powabny i donośny. Poza tym nic nie wiadomo o życiu tych ptaków.

## Status
IUCN uznaje kureczkę mikronezyjską za gatunek wymarły (EX, Extinct). Holotyp pozyskano między grudniem 1827 a styczniem 1828. Dwa znane okazy przechowywane są w zbiorach w Petersburgu. Kittlitz odnotował, że rdzenni mieszkańcy uważali kureczki mikronezyjskie za święte ptaki. Ich tradycji nie uszanowali jednak chrześcijańscy misjonarze i ptaki zaczęły ginąć. Poszukiwania tych ptaków w 1880 zakończyły się fiaskiem. Coultas, który uczestniczył w Whitney South Sea Expedition, prowadził poszukiwania tych ptaków od stycznia do czerwca 1931. Odnotował, że na wyspie niemal nikt nie pamiętał już tych ptaków, jedynie jeden starszy diakon miał widzieć jednego około 20 lat wstecz. Gatunek był rzadki już w momencie odkrycia w 1828. Przez kolejne 50 lat do wyspy regularnie przybijały statki, przez które dostały się na nią szczury.